# Пенальти (футбол)
Пена́льти (англ. penalty kick), также известный под названиями оди́ннадцатиметро́вый удар и двенадцатия́рдовый удар, — специально назначаемый в футболе в качестве штрафа или наказания удар по воротам, защищаемым только вратарём, с расстояния 11 метров (в странах, использующих английскую систему измерений — 12 ярдов) от линии ворот.
Процедуру выполнения одиннадцатиметрового удара регламентирует Правило 14: «11-метровый удар», Правил игры в футбол, введённое в 1891 году.

## История

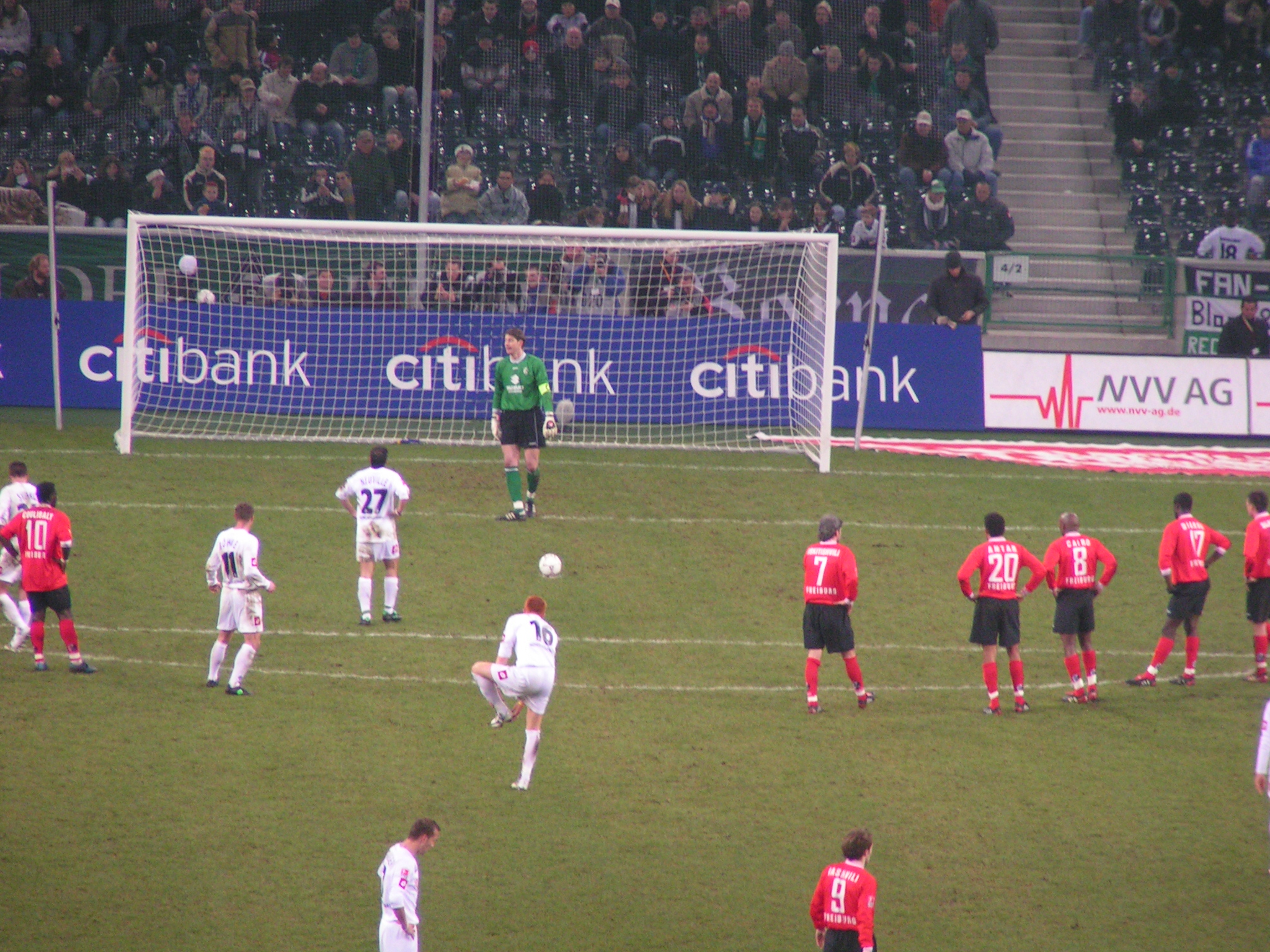
Игрок № 27 в белой футболке готовится пробить пенальти. Вратарь ещё не занял правильного положения на линии ворот.

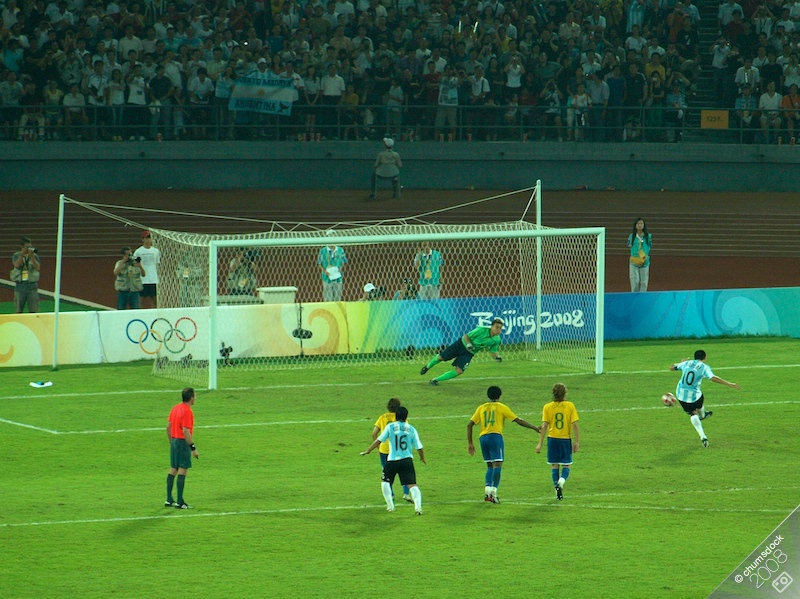
Хуан Роман Рикельме (Аргентина) забивает гол с пенальти в ворота Бразилии в полуфинале олимпийского футбольного турнира 2008 г. в Пекине

Изобретателем пенальти считается ирландец Уильям Маккрам. Его идею о пенальти называли death penalty (смертной казнью).
Удар введён в правила футбола в 1891 году.

## Назначение одиннадцатиметрового удара
11-метровый удар назначается в случае, когда игрок совершает нарушение в пределах своей штрафной площади, наказуемое штрафным ударом, и при этом мяч находился в игре.
Гол, забитый непосредственно с одиннадцатиметрового удара, засчитывается, если он был исполнен по правилам.
Серия одиннадцатиметровых ударов также назначается в случаях, когда победитель не определён в основное и дополнительное время в матчах, где игра идет на вылет, например, в кубковых соревнованиях (стадия плей-офф)

## Процедура

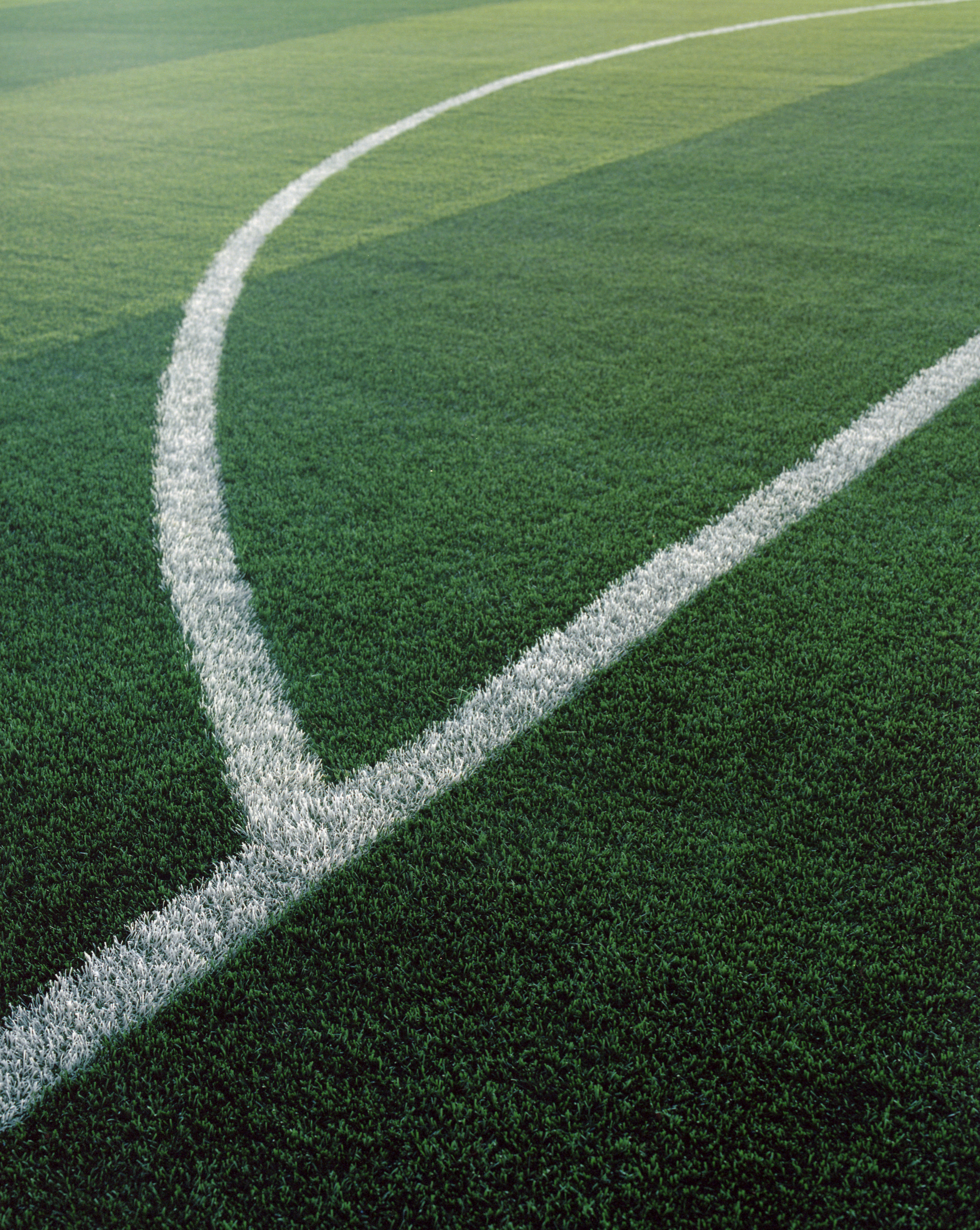
Дуга за штрафной площадью, ограничивающая положение игроков во время пробития одиннадцатиметрового удара.

- Мяч устанавливается на 11-метровую отметку; или 12 ярдов (10,972 метра).
- Определяется игрок команды, в пользу которой назначен пенальти, который будет выполнять удар.
- Вратарь команды, в чьи ворота пробивается удар, находится на линии ворот, между их стойками, лицом к бьющему, до того момента, как по мячу не будет произведён удар. Вратарь может перемещаться вдоль линии ворот, в том числе и прыгать, но не имеет права двигаться в сторону бьющего до удара[3].
- Все остальные игроки (кроме вратаря и игрока, выполняющего удар) должны до удара находиться в пределах игрового поля, за пределами штрафной площади, позади 11-метровой отметки и на расстоянии не менее, чем 9,15 м (10 ярдов) от неё (это расстояние отмечается на поле дугой, примыкающей с обеих сторон к штрафной площади).
- Выполняющий удар игрок по сигналу судьи направляет мяч ударом вперёд и не может повторно касаться мяча до тех пор, пока он (мяч) не коснётся какого-либо другого игрока.
- Мяч находится в игре, когда по нему нанесён удар и он движется вперёд.
- Если пенальти назначен в конце тайма, и время тайма истекает до пробития пенальти, то для выполнения удара добавляется необходимое время. При этом гол засчитывается и в том случае, если мяч попал в ворота, коснувшись одной или обеих стоек и/или перекладины и/или вратаря в любой последовательности. В этой ситуации судья будет определять, когда выполнение 11-метрового удара завершено и тайм окончен.

## Вероятность гола с пенальти
Вероятность взятия ворот, при исполнении пенальти, оценивается от около 72 % до 86 %.

## Нарушения и наказания
В случае, если судья дал сигнал на выполнение удара, при всех последующих нарушениях Правила 14 судья даёт возможность выполнить удар и, в зависимости от результата удара и того, игрок какой команды нарушал правила, принимает то или иное решение:
- Выполняющий удар игрок нарушает правила игры
  - Если мяч попадает в ворота, удар назначается заново.
  - Если мяч не попадает в ворота, то противоположная команда получает право на свободный удар, выполняемый с места, где произошло нарушение.

- Вратарь или его партнёр нарушают правила игры
  - Если мяч попадает в ворота, гол засчитывается.
  - Если мяч не попадает в ворота, удар назначается заново.

- Игроки обеих команд нарушают Правила игры
  - Удар назначается заново.

- Никто из игроков не нарушает Правила игры во время выполнения удара
  - Если мяч попадает в ворота, гол засчитывается.
  - Если мяч не попадает в ворота, выполняется удар от ворот.

В случае, если во время движения мяча вперёд и до того, как он (мяч) коснётся стоек ворот, перекладины, вратаря, любого игрока или же не покинет игру, мяча коснётся кто-либо или что-либо постороннее (брошенный с трибун предмет, птица, постороннее лицо и тому подобное), удар повторяется. Если же посторонний объект коснётся мяча после его отскока от вратаря или конструкции ворот, назначается спорный мяч.
Разрешаются обманные движения во время разбега при выполнении 11-метрового удара с целью введения в заблуждение соперника. Однако обманные движения при ударе по мячу, когда игрок уже завершил разбег, считаются нарушением Правила 14 и рассматриваются как неспортивное поведение, за что игроку выносится предупреждение.

## История

### Ранние предложения
В первоначальных правилах игры 1863 года не было определённых наказаний за нарушения правил. В 1872 году был введён непрямой штрафной удар в качестве наказания за неправильное обращение с мячом; позже он был распространён и на другие нарушения. Этот непрямой штрафной удар считался несоответствующим наказанием за игру рукой, которая предотвратила гол противника. В результате этого в 1882 году было введено правило о присуждении гола команде, которой помешала забить игра рукой соперника. Это правило просуществовало всего один сезон, прежде чем был отменено в 1883 году.

### Введение пенальти
Впервые введенный в 1891 году, пенальти назначался за нарушения в пределах 12 ярдов (11 м) от линии ворот. Идею пенальти приписывают вратарю и бизнесмену Уильяму Маккраму в 1890 году в Милфорде, графство Арма. Ирландская футбольная ассоциация представила идею на заседании Совета Международной футбольной ассоциации в 1890 году, где она была отложена до следующего заседания в 1891 году.
Два инцидента в сезоне 1890/91 придали дополнительную силу аргументам в пользу пенальти. 20 декабря 1890 года в четвертьфинале Кубка Шотландии между клубами «Ист Стерлингшир» и «Харт оф Мидлотиан» Джимми Адамс выбил мяч из-под перекладины, а 14 февраля 1891 года, в четвертьфинале Кубка Англии против «Сток Сити», игрок «Ноттс Каунти» грубо выбил мяч рукой с линии ворот.

Наконец, после долгих дебатов, 2 июня 1891 года Совет Международной футбольной ассоциации одобрил эту идею. Правило о пенальти гласило:
Если какой-либо игрок намеренно подставляет подножку или удерживает игрока соперника, или намеренно обрабатывает мяч, в пределах двенадцати ярдов [11 м] от линии своих ворот, судья должен по апелляции назначить штрафной удар противоположной стороне, который должен быть нанесён с любой точки в двенадцати ярдах [11 м] от линии ворот при соблюдении следующих условий: — Все игроки, за исключением игрока, выполняющего пенальти, и вратаря соперника (который не должен отходить более чем на шесть ярдов [5,5 м] от линии ворот) должны находиться на расстоянии не менее шести ярдов [5,5 м] от мяча. Мяч должен быть в игре, когда выполняется удар, и гол может быть забит с пенальти.
Ниже перечислены некоторые заметные различия между этим первоначальным правилом 1891 года и сегодняшним штрафным ударом:
- Назначался за нарушение, совершённое в пределах 12 ярдов (11 м) от линии ворот (штрафной был введён только в 1902 году).
- Он мог быть нанесён с любой точки вдоль линии в 12 ярдах (11 м) от линии ворот (пенальти также не был введён до 1902 года).
- Он был назначен только после апелляции.
- Не было никаких ограничений на дриблинг.
- Мяч может быть отбит в любом направлении.
- Вратарю было разрешено продвигаться вперед на расстояние до 6 ярдов (5,5 м) от линии ворот.

Первый в мире пенальти был назначен «Эйрдрайонианс» в 1891 году на «Брумфилд Парк», а первый пенальти в Футбольной лиге был назначен в пользу       «Вулверхэмптон Уондерерс» в их матче против «Аккрингтон» на стадионе «Молине» 14 сентября 1891 года. Пенальти был реализован и забит Билли Хитом, а «Вулвз» выиграли игру со счётом 5:0.

### Последующие события
Правила 1902 года ввели современные штрафную площадь и вратарскую площадку. В 1892 году игроку, исполнявшему пенальти, было запрещено снова бить по мячу до того, как мяч коснулся другого игрока. Также было добавлено положение о том, что при необходимости время игры должно быть продлено, чтобы допустить выполнение пенальти.
В 1896 году мяч требовалось выбивать вперёд, и требование об апелляции было отменено
В 1902 году была введена штрафная площадь с её нынешними размерами (прямоугольник, простирающийся на 18 ярдов (16 м) от стойки ворот). Также был введен пенальти в 12 ярдах (11 м) от ворот. Все остальные игроки должны были находиться за пределами штрафной площади
В 1905 году вратарь должен был оставаться на линии ворот
В 1923 году все остальные игроки должны были находиться на расстоянии не менее 10 ярдов (9,15 м) от штрафной (в дополнение к нахождению за пределами штрафной площади). Это изменение было внесено для того, чтобы помешать защитникам выстраиваться на краю штрафной площади и препятствовать игроку, выполняющему удар. Предложенный «порядок расположения игроков при выполнении пенальти» (1923), отражал правила, действовавшие до 1923 года. В 1930 году к правилам была добавлена сноска, гласящая, что «вратарь не должен двигать ногами, пока игрок не сдвинет мяч в сторону ворот»
В 1937 году к разметке поля была добавлена дуга (в просторечии известная как «D»), чтобы помочь в соблюдении ограничения в 10 ярдов (9,15 м). Вратарь должен был стоять между стойками ворот.
В 1939 году было указано, что мяч должен пройти расстояние своей окружности, прежде чем войти в игру. В 1997 году это требование было отменено: мяч вступал в игру, как только по нему наносили удар, и двигался вперед. В 2016 году было указано, что мяч должен «чётко» двигаться.
В 1995 году все остальные игроки должны были оставаться за линией штрафной. Шотландская футбольная ассоциация заявила, что это новое положение «устранит различные проблемы, возникшие в связи с положением игроков, которые стоят перед штрафной отметкой при выполнении пенальти, как это разрешено в настоящее время».
В 1997 году вратарю вновь разрешили двигать ногами, а также обязали смотреть в лицо бьющему
Вопрос о «финте» в преддверии пенальти был популяризирован Пеле в 1970-х годах, и он получил название paradinha, что в переводе с португальского означает «маленькая остановка», занимал ФИФА с 1982 года, когда она наконец решила, что «если игрок останавливается в своём разбеге это нарушение, за которое он должен быть предупреждён (за неспортивное поведение) судьёй». Однако в 1985 году тот же орган изменил свое решение, решив, что «предположение о том, что притворство было нарушением», было «неправильным», и что решение о наказании должно за неспортивное поведение должно оставаться на усмотрение судьи. С 2000 по 2006 год в документах, подготовленных IFAB, указывалось, что обманный удар во время подготовки к пенальти  разрешён. В 2007 году в этом руководстве подчёркивалось, что «если, по мнению судьи, ложный выпад считается неспортивным поведением, игрок должен быть предупреждён». В 2010 году из-за беспокойства по поводу «растущей тенденции игроков, выполняющих пенальти, для обмана вратаря», было принято предложение уточнить, что в то время как «выполнение обманных движений в преддверии исполнения пенальти, чтобы сбить с толку противников, разрешено как часть игры в футбол», «выполнение остановки и удар по мячу после того, как игрок завершил разбег, считается нарушением Правила14 и неспортивным поведением, за которое игрок должен быть предупреждён».